# Углеуральский
Углеура́льский (с 1946 до 1959 — Углеура́льск, с 1940 до 1946 — Полови́нский, до 1940 года —Полови́нка) — посёлок городского типа в Пермском крае России. Входит в Губахинский муниципальный округ.
С 1946 по 1959 год имел статус города областного подчинения с названием Углеуральск.

## География
На территории посёлка находятся железнодорожные станции Углеуральская (ветка Няр-Лёвшино) и Половинка-Чусовская (ветка Няр-Чусовская).

## История
Город Углеуральск Молотовской (Пермской) области существовал в 1946—1960 годах на месте нынешнего посёлка Углеуральский, до этого железнодорожный посёлок Половинка на реке Косая, правом притоке р. Косьва, впадающей в Каму.
Поселение выросло при железнодорожной станции (первое время разъезд, затем — полустанок) Половинка, возникшей в 1879 году в период строительства Луньевской линии Уральской горнозаводской железной дороги. Название получило по деревне Половинка (она упоминается в письменных источниках с 1795 года, первоначально — деревня Губахинская; другие варианты наименования — Иваногубахинская (1825 г.), «По Губахинской дороге» (1834 г.), которая находилась на половине пути от Кизеловского железного рудника до Губахи (Губахинской пристани).
В 1904 году здесь открылась первая угольная шахта (копи) — «Семёновская» (в советское время — копи им. Сталина, с 24 нояб. 1961 года — «Центральная»), в 1905 г. появилась вторая шахта (копи) — «Мариинская» (в советское время — копи имени Урицкого). С 1935 года существовала шахта № 4, с 1939 года — шахта имени Серова. В годы Великой Отечественной войны в посёлке размещался эвакогоспиталь № 2565 и работала промысловая артель «Шахтёр», преобразованная 26 сентября 1956 г. в мебельную фабрику.
По переписи 1926 года население посёлка Половинка, учтённого как городской, составило 2018 жителей. В его составе учитывались: Семёновская и Мариинская копи, ж.д. ст. Половинка и казарма Кизелстроя.
Указом Президиума Верховного Совета РСФСР от 07 октября 1940 года посёлок Половинка был разделён на два рабочих поселка — Ворошиловский и Половинский или Половинковский.
С 19 декабря 1942 по 10 июня 1946 года Половинка была центром Половинковского района, образованного за счёт пригородной зоны города Губахи с двумя поссоветами — Половинковский и Ворошиловский с подчинением Губахинскому горсовету.
Указом Президиума Верховного Совета РСФСР от 10 июня 1946 года два рабочих посёлка были преобразованы в город Половинка областного подчинения.
Указом Президиума Верховного Совета РСФСР от 23 мая 1951 года город Половинка Молотовской области переименован в город Углеуральск.
С 10 июня 1946 до 8 апреля 1960 года город Углеуральск (Половинка) являлся городом областного подчинения.
В 1957 г. Углеуральск был соединён с областным центром городом Пермь прямой железнодорожной линией (через станции Дивья и Кухтым).
В бытность Углеуральского городом здесь выходила газета «Уральский шахтёр» (27 мая 1943 — 11 дек. 1959 г.).
Указом Президиума Верховного Совета от 4 ноября 1959 года город Углеуральск был присоединён к городу Губаха.
Решением исполнительного комитета Пермского областного Совета депутатов трудящихся от 8 апреля 1960 года посёлки при шахтах имени Сталина, имени Урицкого, № 4 выделены из состава города Губахи и объединены в населенный пункт — рабочий поселок Углеуральский.
После закрытия в 1990-х годах практически всех промышленных предприятий (в основном, угольных шахт) Углеуральский приобрел статус «депрессивной» территории.
В соответствии с решением Законодательного Собрания Пермской области от 14.09.1995 № 319, постановлением администрации Пермской области от 02.10.1995 № 311, на основании постановления администрации города Губахи от 29.09.1995 № 618 «Об объединении поселков Шахтный и Углеуральский» рабочие поселки Шахтный и Углеуральский объединены в единую административно-территориальную единицу — рабочий поселок, сохранив за ним наименование Углеуральский.
С 2004 до 2012 гг. посёлок был административным центром Северо-Углеуральского городского поселения Губахинского района. В соответствии с утверждёнными границами, Северо-Углеуральское городское поселение включило в себя жилой район Северный города Губахи (однако Росстатом его население (около 6 тысяч человек) продолжало учитываться в составе г. Губахи и Губахинского городского поселения). Только с 2014 года население жилого района Северный учитывается в составе пгт. Углеуральский.
С 2012 до 2022 гг. входил в Губахинский городской округ.

## Население
| 1963   | 1970    | 1979    | 1989    | 2002    | 2006  | 2007  | 2009  | 2010  |
| ------ | ------- | ------- | ------- | ------- | ----- | ----- | ----- | ----- |
| 29 737 | ↘19 584 | ↘14 424 | ↘11 108 | ↘10 428 | ↘9800 | ↘9600 | ↘9310 | ↘5352 |
| 2012   | 2013    | 2014    | 2015    | 2016    | 2017  | 2018  | 2019  | 2020  |
| ↘5152  | ↘5009   | ↗9371   | ↘9338   | ↘9250   | ↘9109 | ↘8988 | ↘8803 | ↘8714 |
| 2021   | 2023    |         |         |         |       |       |       |       |
| ↘8666  | ↘8481   |         |         |         |       |       |       |       |

## Известные уроженцы, жители
Никонов Иван Яковлевич — Герой Советского Союза. После Великой Отечественной войны продолжительное время жил и работал на шахтах рабочего посёлка Углеуральский. Награждён орденами Отечественной войны 1-й степени, Красной Звезды и Славы 3-й степени.